# بنفری
بنفری (به اسپانیایی: Benferri) دهستانی در استان آلیکانتهٔ اسپانیا است.
در این دهستان ۱٬۷۴۶ نفر زندگی می‌کنند. مساحت این دهستان ۱۲٫۱۸ کیلومتر مربع است.